# Zethus waldoi
Zethus waldoi (лат.) — вид одиночных ос рода Zethus из семейства Vespidae (Eumeninae), обитающий в Неотропике (Колумбия, вид известен только по голотипу).

## Описание
Мелкие осы, длина около 1 см. Основная окраска чёрная (мезосома и метасома без жёлтых/белых отметин). Имеют отчётливые нотаули, скутеллюм с бороздкой, петиоль очень гладкий, стема тергита T2 длинная по отношению к стеме T1, крупный и почти изогнутый лигулярный отросток на стерните S5. Самец чёрный с желтоватыми участками: вершина наличника; два пятна над усиковыми впадинами; крылья тёмно-коричневые. Строение самца (самка неизвестна): вершина наличника со слабой впадиной между двумя мелкими зубцами; мандибулы трёхзубые со вторым зубцом моляровидной формы; плечи округлые; мезоскутум с отчётливыми нотаулями; щитик изломанный; тегула с задним краем закруглена; тергит T2 длиннее T1; стернит S5 с большим изогнутым лигулярным отростком. Наличник с нечёткими макропунктурами; щитик с более редкими макропунктурами; проподеум с поперечными полосами на задней поверхности; петиоль гладкий; тергиты T1 и T2 с большей плотностью микропунктуры; тергиты T3—T7 и стерниты S3—S7 с макропунктурой в постградуральной области и гладкие в преградуральной области. Хеотаксия короткая, густая и желтовато-белая; латеральная область наличника с густыми волосками; метанотум и проподеум с прямыми, длинными и редкими волосками; от Т3 до Т7 с более короткими, но явными волосками; от S2 до S7 с длинными и густыми волосками, особенно в апикальной области. Последний антенномер самцов округлый; антенна самца закручена апикально; межантенальный киль присутствует у самцов; наличник самки макропунктированный, перемежающийся микростриалями; затылок сильно вогнут; нотаули отсутствуют; тегула расширена назад; средние голени с одной развитой апикальной шпорой; латеральный проподеальный киль неполный; проподеум без дорсального отверстия. Усики 12-члениковые у самок и 13-члениковые у самцов.
Входит в видовую группу Zethus mexicanus. В группу включают несколько видов, в том числе Zethus brasiliensis, Z. magnus, Z. mexicanus и Z. waldoi.